# Skynet 4D
O Skynet 4D é um satélite de comunicação geoestacionário britânico construído pela Matra Marconi Space, ele está localizado na posição orbital de 88.9 graus de longitude oeste e é operado pela Paradigm Secure Communications para o MoD. O satélite foi baseado na plataforma ECS-Bus e sua expectativa de vida útil era de 6 anos.

## Lançamento
O satélite foi lançado com sucesso ao espaço no dia 09 de janeiro de 1998, por meio de um veículo Delta-7925, a partir da Estação da Força Aérea de Cabo Canaveral na Flórida, EUA. Ele tinha uma massa de lançamento de 1.500 kg.